# 自由の女神像 (テキサス州会議事堂)
自由の女神像（じゆうのめがみぞう、英語：Goddess of Liberty）は、アメリカ合衆国テキサス州オースティンのテキサス州会議事堂のドームの上に設置された、イライジャ・E・マイヤーズ制作の彫像。1888年2月に最初の像が建てられた。1896年6月14日、レプリカと置き換えられ、当初の像はバロック・テキサス州立歴史博物館に所蔵された。